# Volz
Volz gilt ursprünglich als Kurzform des Vornamens Volkmar. Es ist der Familienname folgender Personen:

## Namensträger
- Alexander Volz (* 1971), deutscher Jugendbuchautor und Kommunikationsstratege
- Amalie Volz (1878–1962), deutsche Fabrikantentochter und Gründerin einer Mütterschule
- Andreas Volz (* 1971), deutscher Musiker
- August Volz (1851–1926), deutscher Bildhauer
- Berthold Volz (1839–1899), deutscher Geograph und Geschichtsforscher
- Cora Volz (* 1966), deutsche Bildhauerin
- Dietrich Volz (1909–1996), deutscher Jurist und Richter
- Eric Volz (* 1979), US-amerikanischer Staatsbürger, der in Nicaragua wegen Mordes verurteilt wurde
- Erwin Volz (* 1949), deutscher Politiker (SPD)
- Eugen Volz (1932–2019), deutscher Jurist und Politiker (CDU)
- Friedrich Volz (1944–1988), deutscher Politiker (CDU)
- Gerd Volz (1944–2010), deutscher Ringer
- Gustav Berthold Volz (1871–1938), deutscher Historiker
- Hans Volz (1904–1978), deutscher Historiker, Herausgeber und Propagandist
- Heiko Volz (* 1961), deutscher Autor und Synchronsprecher
- Heinrich Volz (1791–1879), deutscher Landwirtschaftslehrer
- Herbert Volz (Politiker), deutscher Politiker (NSDAP), Bezirksbürgermeister von Berlin-Lichtenberg
- Herbert Volz (Bildhauer) (* 1944), deutscher Bildhauer
- Hermann Volz (Maler) (1814–1894), deutscher Porträt- und Genremaler
- Hermann Volz (Bildhauer) (1847–1941), deutscher Bildhauer
- Hermann Volz (Gewichtheber), deutscher Gewichtheber
- Jean-Jacques Volz (1928–2020), Schweizer Künstler
- Johann Christian Ludwig Volz (1784–1848), württembergischer Oberamtmann
- Jochen Volz (* 1971), deutscher Kunsthistoriker und Ausstellungskurator
- Karlheinz Volz (* 1947), deutscher Fußballspieler
- Karl-Reinhard Volz (* 1947), deutscher Forstwissenschaftler
- Karl Wilhelm Volz (1796–1857), deutscher Kulturhistoriker
- Kathrin Volz (* 1982), deutsche Du- und Triathletin, siehe Kathrin Paetzold
- Kerstin Volz (* 1971), deutsche Physikerin
- Lenore Volz (1913–2009), deutsche Pfarrerin
- Lorenz Volz (1893–1993), deutscher Verwaltungsjurist
- Ludwig Volz (1934–2011), deutscher Theologe und Religionspädagoge
- Matthias Volz (1910–2004), deutscher Geräteturner
- Moritz Volz (* 1983), deutscher Fußballspieler
- Nedra Volz (1908–2003), US-amerikanische Schauspielerin
- Patrick Volz (* 1999), deutscher Handballspieler
- Paul Volz (Theologe, 1480) (1480–1544), Theologe und Humanist aus dem Heiligen Römischen Reich
- Paul Volz (Theologe, 1871) (1871–1941), deutscher Theologe
- Robert Volz (Verleger) (Ludwig Emil Robert Volz; 1897–1984), deutscher Wirtschaftswissenschaftler und Verleger
- Robert Volz (Schriftsteller) (1887–1958), deutscher Dramaturg, Schriftsteller, Schriftleiter und Feuilletonist
- Robert Wilhelm Volz (1806–1882), deutscher Arzt und Mediziner, Funktionär und Geheimrat
- Rudolf Volz (* 1956), deutscher Mathematiker und Autor für Musiktheater
- Sabine Volz (* 1990), deutsche Kanutin
- Udo Volz (* 1964), deutscher Diplomat
- Verena Volz (* 1981), deutsche Fußballtorhüterin
- Walter Volz (1875–1907), Schweizer Zoologe und Geologe
- Wilhelm Volz (Künstler) (1855–1901), deutscher Maler und Grafiker
- Wilhelm Volz (Geograph) (1870–1958), deutscher Geograph und Geologe
- Wilhelm August Volz (1877–1929), deutscher Maler und Hochschullehrer
- Wilhelm Ludwig Volz (1799–1855), deutscher Offizier und Hochschullehrer
- Wolfgang Volz (* 1948), deutscher Fotograf